# 假面騎士1號
《假面騎士1號》（日语：仮面ライダー1号），是日本國內2016年3月26日上映的東映特攝電影作品。
本作劇場版的口號為「原點中的頂點。轟炸聲全面復甦！騎士變身！」

## 本作特色
- 本作為《假面騎士系列》誕生45周年的紀念電影[1]。
- 飾演史上首位假面騎士變身者「本鄉猛/ 假面騎士一號」的演員藤岡弘繼前作《平成騎士對昭和騎士 假面騎士大戰 feat.超級戰隊》後再度演出，但有別於過往的是並非以客串形式演出，而是作為實際的主角在電影中挑起大樑[2][3][4]。
- 演員大杉漣繼前作《劇場版 假面騎士Decade 全騎士 VS 大修卡》後再度飾演敵對幹部地獄大使這角色[2][5]。
- 本作的時間點位於《假面騎士Ghost》本篇第20~21話之間。

## 故事概要
45年前，一位男人被邪惡的秘密組織修卡改造，從那一天以來，這名男人為了守護人類的自由持續戰鬥。他的名字是本鄉猛，是在這個世界最初誕生的假面騎士。
在海外長年與邪惡周旋的猛，因為查探到一名少女的危機而緊急回國。少女的存在對於使修卡最高幹部的地獄大使復活所不可欠缺，此外亦與尋找著修卡盯上少女之原因的天空寺尊 / 假面騎士Ghost及其同伴們相遇。
但是，每天過著嚴酷日子的肉體也已經逼近極限了。面對少女的危機，以及新的組織新星修卡為日本帶來最大的危機，傳說的戰士終於「變身」。
等待著持續戰鬥的猛是尋求安穩，還是……

## 用語
新星修卡
原文：
由修卡叛逃出來的背叛者所組成的秘密組織，不同於修卡以力量征服世界的策略，新星修卡則是以經濟掌握世界，並提案(脅迫)日本政府使用他們提供的新式能源。另外組織則以「三首鷲」為象徵。

## 登場人物
本鄉猛（藤岡弘 飾）（ （台灣配音） ／ 黃志成（香港配音） ／ （大陸配音） ）
假面騎士1號的變身者。

天空寺尊（西銘駿 飾）（ （台灣配音） ／ 鄧燦陽（香港配音） ／ （大陸配音） ）
假面騎士Ghost的變身者。

深海誠（ふかみ・マコト）（山本涼介 飾／香港配音：簡懷甄）
假面騎士Specter的變身者。

月村朱里（つきむら・アカリ）（大澤光 飾／香港配音：石梓晴）
尊的青梅竹馬。

御成（おなり）（柳喬之 飾／香港配音：蘇裕邦)
大天空寺院的代理住持。

仙人（せんにん）（竹中直人 飾／香港配音：黎家希）
遊流仙（ユルセン）（CV：悠木碧）
立花麻由（たちばな・まゆ）（岡本夏美 飾／香港配音：駱慧怡）
烏魯加（ウルガ）（阿部力 飾／香港配音：何偉誠)
伊古菈（イーグラ）（長澤奈央 飾／香港配音：莊巧怡)
巴法爾（バッファル）（武田幸三 飾）
地獄大使（じごくたいし）（大杉漣 飾／香港配音：譚漢華）

## 本作登場假面騎士/形態

### 假面骑士1號
變身者：本鄉猛（替身演員：岡元次郎、CV：藤岡弘）
原文： / Kamen Rider 1

#### 變身形態
| 型態名稱           | 簡介 | 外觀                                            | 能力 | 必殺技 |
| Power Up 1 強化1號 | 原文： 利用新型變身腰帶Typhoon吸收風力後以作變身。 身高：219cm 體重：219kg 拳击力：100t 踢击力：145t 跳跃力：20m 速度：3.5秒 | 全身以黑色、綠色、和紅色為主，整體與櫻島1號相似 |      |        |

#### 交通工具
新型旋風號
原文： / Neo Cyclone
立花藤兵衛在世時最後開發的旋風號系列機車座駕，現實中原型為本田 Valkyrie Rune 1800。

最高時速：545km/h（通常）、 645km/h（使用推進器）
起跳力：45m

### 假面骑士Ghost
變身者：天空寺尊（替身演員：高岩成二、CV：西銘駿）
原文： / Kamen Rider Ghost

#### 變身模式
| 型態名稱                         | 簡介 | 外觀 | 能力                                                                    | 必殺技 |
| Drive Damashii Drive魂           | 原文： 利用「Drive」幽靈眼魂變身的形態 | 全身以紅色、黑色和銀色為主，造型與假面騎士Drive相似                                                                                         | 於網絡特別篇《假面騎士Ghost 傳說！騎士之魂！》及《假面騎士1號》中登場。 | Omega Drive Drive 原文： 所屬的騎士踢。Ghost驅動器拉推手把「Detonate Trigger」後發動，模式與假面騎士Drive的必殺技Speed Drop相同。                   |
| Gaim Damashii 鎧武魂             | 原文： 利用「Gaim」幽靈眼魂變身的形態 | 全身以橙色、藍色和黑色為主，造型與假面騎士鎧武相似                                                                                          | 於網絡特別篇《假面騎士Ghost 傳說！騎士之魂！》及《假面騎士1號》中登場。 | Omega Drive Gaim 原文： 所屬的騎士踢。Ghost驅動器拉推手把「Detonate Trigger」後發動，模式與假面騎士鎧武的必殺技無賴飛踢相同。                       |
| Wizard Damashii Wizard魂         | 原文： 利用「Wizard」幽靈眼魂變身的形態 | 全身以黑色、紅色和銀色為主，造型與假面騎士Wizard相似                                                                                        | 於網絡特別篇《假面騎士Ghost 傳說！騎士之魂！》及《假面騎士1號》中登場。 | Omega Drive Wizard 原文： 所屬的騎士踢。Ghost驅動器拉推手把「Detonate Trigger」後發動，模式與假面騎士Wizard的必殺技Strike Wizard相同。              |
| Toucon Robin Damashii 闘魂羅賓魂 | 鬥魂鼓舞魂形態下，GHOST驅動器 搭配 「ROBIN」幽靈眼魂變身的型態，為假面騎士Ghost的衍生型態。 身高：207.5cm 体重：107kg 拳击力：9.1t 踢击力：13.7t 跳跃力：45m 行动速度：100m/4.3秒 | 全身以綠、紅、黃、黑色為主，頭部增添羽毛型的配件，面部圖案為弓箭                                                                            | 原有羅賓魂形態的能力，再通過搭配闘魂鼓舞魂形態作綜合性的強化。          | |
| Ichigou Damashii 1號魂           | 原文： 利用「假面騎士45」幽靈眼魂變身的形態 | 全身以綠色、黑色為主，造型方面只追加假面騎士1號的頭部與領巾                                                                                 | 於網絡特別篇《假面騎士Ghost 傳說！騎士之魂！》最終章登場。              | Omega Drive Kamen Rider 原文： 所屬的騎士踢 / 騎士拳。Ghost驅動器拉推手把「Detonate Trigger」後發動，模式與假面騎士1號的必殺技相同。                |
| Heisei Rider Damashii 平成骑士魂 | 原文： 利用「假面騎士45」幽靈眼魂變身的形態 | 全身以白色、紅色和黑色為主，造型如同感恩魂一樣，身上具有代表十七名平成假面騎士（包含Ghost本身）的紋章圖案鎧甲，另外頭上的角則為一個「平」字 | 於網絡特別篇《假面騎士Ghost 傳說！騎士之魂！》最終章登場。              | Omega Drive Heisei Rider 原文： 所屬的騎士踢。Ghost驅動器拉推手把「Detonate Trigger」後發動，集合十七名平成假面騎士的靈魂力量所釋出的一記強力踢擊。 |

### 假面骑士Specter
變身者：深海誠（替身演員：渡邊淳、CV：山本涼介）
原文： / Kamen Rider Specter

#### 變身模式
| 型態名稱                 | 簡介                                    | 外觀                                                    | 能力                                                                    | 必殺技 |
| W Damashii W魂           | 原文： 使用「W」幽靈眼魂變身的形態      | 全身以黑色、綠色、紫色和黃色為主，造型與幪面超人W相似   | 於網絡特別篇《假面騎士Ghost 傳說！騎士之魂！》及《假面騎士1號》中登場。 | Omega Drive W 原文： 所屬的騎士踢。Ghost驅動器拉推手把「Detonate Trigger」後發動。模式與假面騎士W的必殺技W Xtreme相同。        |
| Fourze Damashii Fourze魂 | 原文： 使用「Fourze」幽靈眼魂變身的形態 | 全身以白色、橙色和黑色為主，造型與幪面超人Fourze相似    | 於網絡特別篇《假面騎士Ghost 傳說！騎士之魂！》及《假面騎士1號》中登場。 | Omega Drive Fourze 原文： 所屬的騎士踢。Ghost驅動器拉推手把「Detonate Trigger」後發動。模式與假面騎士Fourze的必殺技相同。      |
| OOO Damashii OOO魂       | 原文： 使用「OOO」幽靈眼魂變身的形態    | 全身以紅色、黃色、綠色和黑色為主，造型與幪面超人OOO相似 | 於網絡特別篇《假面騎士Ghost 傳說！騎士之魂！》及《假面騎士1號》中登場。 | Omega Drive OOO 原文： 所屬的騎士踢。Ghost驅動器拉推手把「Detonate Trigger」後發動。模式與假面騎士OOO的必殺技TaToBa Kick相同。 |

#### 本作登場幽靈眼魂（Ghost Eyecon）
| 英文名稱       | 日文名稱 | 中文名稱   | 編號    | 能力                             | 備註 |
| -------------- | -------- | ---------- | ------- | -------------------------------- | --- |
| Wizard         |          | Wizard     | R14     | 擁有運用假面騎士Wizard力量的能力 | 變身形態 Wizard魂。 Ghost驅動器使用時音效為「Yubiwa No Mahou！ Saigo No Kibou！」 （日文原文，中文意思「戒指的魔法！最後的希望！」）。 騎士的靈魂由「Flame」魔法指環變化而成。 |
| Gaim           |          | 鎧武       | R15     | 擁有運用假面騎士鎧武力量的能力   | 變身形態 鎧武魂。 Ghost驅動器使用時音效為「Orange！ Banana！ Sonnabakana！」 （日文原文，中文意思「柳橙！香蕉！這樣怎可能！」）。 騎士的靈魂由「Orange」定鎖種子變化而成。 |
| Drive          |          | Drive      | R16     | 擁有運用假面騎士Drive力量的能力  | 變身形態 Drive魂。 Ghost驅動器使用時音效為「Keikan！ Seigikan！ Tire Koukan！」 （日文原文，中文意思「警察！正義感！輪胎交換！」）。 騎士的靈魂由「Shift Speed」移速戰車變化而成。 |
| Kamen Rider 45 |          | 假面騎士45 | 45 / Sh | 集合歷代平成假面騎士的靈魂       | 可上下逆轉使用而分別變身形態 平成魂或1號魂。 音效方面與幽靈眼魂本名不同，分別是讀作「Heisei Rider」（平成騎士）或「Kamen Rider」（假面騎士） 變身平成魂時Ghost驅動器使用時音效為「Atana Kosei！Koreka Heisei！」 （日文原文「，中文意思「新一代個性！這就是平成！」）。 變身1號魂時Ghost驅動器使用時音效為「Aibou Wa Bike！Hissatsu Wa Kick！」 （日文原文「，中文意思「搭檔的機車！必殺的飛踢！」）。 |
| W              |          | W          | R11     | 擁有運用假面騎士W力量的能力      | 變身形態 W魂。 Ghost驅動器使用時音效為「Futari De Hitori！Gaia Memory！」 （日文原文，中文意思「二人為一體！蓋亞記憶體！」）。 騎士的靈魂由「Joker」蓋亞記憶體變化而成。 |
| OOO            |          | OOO        | R12     | 擁有運用假面騎士OOO力量的能力    | 變身形態 OOO魂。 Ghost驅動器使用時音效為「Medal Ubatta！Taka、Tora、Batta！」 （日文原文，中文意思「奪取硬幣！鷹、虎、蝗！」）。 騎士的靈魂由「TAKA」核心硬幣變化而成。 |
| Fourze         |          | Fourze     | R13     | 擁有運用假面騎士Fourze力量的能力 | 變身形態 Fourze魂。 Ghost驅動器使用時音效為「Switch Oshita！Uchuu Kita～！」 （日文原文，中文意思「按下開關！宇宙來了！」）。 騎士的靈魂由「Rocket」天文裝置變化而成。 |

## 本作登場怪人

### 新星修卡
- 烏魯加

原文：
新星修卡首領烏魯加所化身，以鬣狗的基因改造而成的怪人形態。
- 烏魯加亞歷山大

原文：
烏魯加融合「亞歷山大」眼魔眼魂的強化形態。
- 巴法爾

原文：
新星修卡三巨頭之一的巴法爾所化身，以禿鷹的基因改造而成的怪人形態。
- 新星修卡戰鬥員

### 修卡
- 響尾蛇怪人（地獄大使）
- 毒蜥蜴怪人
- 禿鷹怪人
- 蟹蝙蝠怪人
- 砂蟹怪人
- 修卡戰鬥員

### G.O.D
- King Dark

## 樂曲

### 主題曲
「Let's Go Rider Kick -2016 movie ver.-」
- 演唱：RIDER CHIPS

### 片尾曲
「それぞれの時」
- 演唱：野口五郎 & 高柳明音（SKE48）

上述兩首歌曲皆在2016年3月23日所發售的原聲帶「假面騎士1號 SOUNDTRACK」中收錄。

## 其他相關媒體

### 網絡劇集
- 《假面騎士Ghost 傳說！騎士之魂！》


2016年1月15日開始於Youtube頻道配信的特別篇故事作品。共六章。
另外第七章完結編（一號&平成篇）限定收錄於玩具商品附帶DVD內。

#### 播放列表
| 配信日期      | 章節   | 篇名        | 敵人                                                                 |
| ------------- | ------ | ----------- | -------------------------------------------------------------------- |
| 2016年1月15日 | 第一章 | Drive篇     | 心臟惡路程式超進化態                                                 |
| 2016年1月29日 | 第二章 | W篇         | 恐懼摻雜體                                                           |
| 2016年2月12日 | 第三章 | 鎧武篇      | 勳爵巴隆                                                             |
| 2016年2月26日 | 第四章 | Fourze篇    | 射手座・超新星                                                       |
| 2016年3月11日 | 第五章 | OOO篇       | 恐龍GREEED                                                           |
| 2016年3月25日 | 第六章 | Wizard篇    | 假面騎士Wiseman                                                      |
| 2016年4月29日 | 最終章 | 一號&平成篇 | 終極眼魔 / 亞歷山大終極眼魔 / 闇之意志 烏魯加怪人形態 巴法爾怪人形態 |

#### 演員
- 天空寺尊 / 假面騎士Ghost - 西銘駿
- 深海誠 / 假面騎士Specter - 山本涼介
- 月村朱里 - 大澤光
- 御成 - 柳喬之
- 芙蕾、芙蕾雅 - 小川涼（日语：小川涼）

#### 聲音演出
- 心臟惡路程式超進化態 - 蕨野友也
- 恐懼摻雜體 - 寺田農
- 勳爵巴隆 - 小林豐
- 射手座・超新星 - 鶴見辰吾
- 恐龍GREEED - 神尾佑（日语：神尾佑）
- 假面騎士Wiseman - 池田成志（日语：池田成志）
- 席巴魯巴 - 土師孝也
- 終極眼魔 / 亞歷山大終極眼魔 / 闇之意志 - 飯塚昭三
- 烏魯加怪人型態、巴法爾怪人型態 - 最上嗣生（日语：最上嗣生）

#### 製作人員
- 原作 - 石之森章太郎
- 劇本 - 毛利亘宏
- 導演 - 石田秀範（日语：石田秀範）

### 映像商品化
http://eiga.com/movie/83925/dvd/ （页面存档备份，存于）

## 演員
- 本鄉猛 / 假面騎士1號 - 藤岡弘 飾/聲
- 天空寺尊 / 假面騎士Ghost - 西銘駿 飾/聲
- 深海誠 / 假面騎士Specter - 山本涼介 飾/聲
- 月村朱里 - 大澤光 飾
- 御成 - 柳喬之 飾
- 仙人 - 竹中直人 飾
- 立花麻由 - 岡本夏美 飾
- 烏魯加（人類 / 怪人形態） / 烏魯加亞歷山大 - 阿部力 飾/聲
- 伊古菈 - 長澤奈央 飾
- 巴法爾（人類 / 怪人形態） - 武田幸三 飾/聲
- 地獄大使 / 響尾蛇怪人 - 大杉漣 飾/聲
- 修卡戰鬥員 - 槙尾ユウスケ（日语：槙尾ユウスケ）（かもめんたる）
- 新星修卡戰鬥員 - 岩崎う大（日语：岩崎う大）
- 立花藤兵衛（回憶） - 小林昭二
- 總理大臣 - 横光克彦

## 聲音演出
- 游流仙 - 悠木碧
- King Dark（亞歷山大眼魔眼魂）- 飯塚昭三
- 砂蟹怪人 - 關智一
- 謎之眼魔 - 石井康嗣

## 皮套演出
- 假面騎士1號 - 岡元次郎
- 假面騎士Ghost - 高岩成二

## 製作人員
- 原作 - 石之森章太郎
- 企劃 - 藤岡弘
- 製作人 - 白倉伸一郎（日语：白倉伸一郎）
- 劇本 - 井上敏樹
- 配樂 - 坂部剛（日语：坂部剛）、鳴瀬シュウヘイ（日语：鳴瀬シュウヘイ）、中川幸太郎
- 特攝導演 - 佛田洋（日语：佛田洋）（特攝研究所（日语：特撮研究所））
- 動作指導 - 竹田道弘（日语：竹田道弘）（JAE）
- 人物設計 - - 田嶋秀樹（石森プロ）
- 怪人設計 - 竹谷隆之（日语：竹谷隆之）
- 發行 - 東映
- 製作單位 - 「假面騎士1號」製作委員會
- 導演 - 金田治（日语：金田治）（JAE）

## 外部連結
- 官方網站 （页面存档备份，存于）